# Chino Han tardío
El chino del periodo Han tardío o Han Oriental, a veces llamado chino antiguo tardío, es la etapa del idioma chino que se documenta en la poesía y glosas de la dinastía Han tardía o Han Oriental (primeros dos siglos d. C.). Se considera una transición entre el chino antiguo y el chino medio que aparece en el diccionario Qieyun (siglo VII). Por su antigüedad el chino Han oriental fue contemporáneo del latín clásico, aunque las fechas convencionales de inicio y final de ambas lenguas sólo coinciden parcialmente.

## Aspectos históricos, sociales y culturales

### Documentación y fuentes
La práctica de la rima de los poetas del período Han se ha estudiado desde el período Qing como una etapa intermedia entre el Shijing de la período Zhou Occidental y la poesía de la dinastía Tang.
La referencia definitiva fue compilada por Luo Changpei  y Zhou Zumo en 1958. Esta monumental obra identifica las clases de rima de la época, pero deja abierto el valor fonético de cada clase.
En el período Han oriental, los eruditos confucianos se dividieron amargamente entre diferentes versiones de los clásicos: los Nuevos Textos oficialmente reconocidos y los Textos Antiguos, versiones recientemente encontradas escritas en una escritura pre-Qin. Para apoyar su desafío a la posición ortodoxa sobre los clásicos, los eruditos del Texto Antiguo produjeron muchos estudios filológicos. Estos incluyen el Shuowen Jiezi de Xu Shen, un estudio de la historia y la estructura de los caracteres chinos, el Shiming, un diccionario de términos clásicos y varios otros. Muchas de estas obras contienen observaciones de varios tipos sobre la pronunciación de varias palabras.
El budismo también se expandió enormemente en China durante el período Han oriental. Los misioneros budistas, comenzando con An Shigao en el año 148, comenzaron a traducir textos budistas al chino. Estas traducciones incluyen transcripciones en caracteres chinos de nombres y términos sánscritos y prakrit, que fueron extraídos sistemáticamente por primera vez en busca de evidencia de la evolución de la fonología china por Edwin Pulleyblank. Las glosas Shiming fueron recogidas y estudiadas por Nicholas Bodman.
Weldon South Coblin recogió todas las glosas y transcripciones restantes, y las utilizó en un intento de reconstruir una etapa intermedia entre el chino antiguo y el chino medio, ambas representadas por las reconstrucciones de Li Fang-Kuei. Axel Schuessler incluyó pronunciaciones reconstruidas (bajo el nombre de chino Han posterior) en su diccionario de chino antiguo.
El estilo de escritura habitual de la época se inspiró fuertemente en los clásicos, y por lo tanto proporciona sólo vislumbres ocasionales de la gramática contemporánea. Sin embargo, algunas obras, aunque generalmente siguen el estilo arcaizante convencional, contienen pasajes en un estilo más coloquial pensado para reflejar el habla contemporánea, al menos en parte. Muchos de estos ejemplos se encuentran en la literatura budista traducida, particularmente en el habla directa.
Del mismo modo,  Comentario de Zhao Qi sobre  Mencio incluye paráfrasis del clásico escritas para el beneficio de los estudiantes novatos, y por lo tanto en un estilo más contemporáneo. Pasajes similares también se encuentran en los comentarios de Wang Yi, Zheng Xuan y Gao You.

### Dialectos

Los principales grupos dialectales del período Han se infirieron del Fangyan

Varios textos contienen evidencia de variación dialectal en el período Han oriental. El  Fangyan, desde el comienzo del período, discute las variaciones en el vocabulario regional. Al analizar el texto, Paul Serruys identificó seis áreas dialectales: un área central centrada en Llanura central al este del paso de Hangu, rodeada por las áreas norte, este, sur y oeste, y una zona sureste al sur y al este del bajo Yangtsé. Los distintos sistemas de rimas de los poetas del período Han identificados por Luo y Zhou corresponden ampliamente a estas áreas dialectales.
El dialecto más influyente era el dialecto Qin-Jin, del grupo occidental, lo que refleja el ascenso del Estado Qin. El segundo era el dialecto Chu, del grupo meridional, que se extendió tanto hacia el sur como hacia el este. Estos dos dialectos fueron también las principales fuentes de la lengua estándar Han. Los dialectos centrales del área de los antiguos estados de  Lu,  Song y  Wei eran los más conservadores.
Los dialectos de la zona oriental, que habían sido más recientes y lentamente sinificados, incluyen algo de vocabulario no chino. Las glosas Han orientales provienen de 11 sitios, todos al norte del río Huai. A menudo muestran marcadas diferencias fonológicas. Muchos de ellos exhiben fusiones que no se encuentran en el siglo VII en el diccionario Qieyun o en muchas variedades modernas.
La excepción son las transcripciones budistas, lo que sugiere que las variedades posteriores descienden de las variedades del período Han habladas en la región de Luoyang (en la parte occidental del área dialectal central)..
Finalmente, los dialectos surorientales no se reflejan en los textos Han orientales. Esos dialectos eran conocidos como wu (吳) o jiangdong (江東) en el período Jin occidental, cuando el escritor Guo Pu los describió como bastante distintos de otras variedades.
Jerry Norman llamó a estos dialectos del sudeste de la era Han antiguos chinos del sur, y sugirió que eran la fuente de características comunes encontradas en las capas más antiguas de los modernas variedades yue, hakka y min

## Descripción lingüística

### Fonología
Las sílabas chinas Han orientales consistían en una consonante inicial, una conson|ante medial opcional, una vocal y una coda opcional.
Consonantes iniciales
Los grupos de consonantes postulados para el chino antiguo generalmente habían desaparecido en el período Han oriental.
|                     |          | Labial | Dental | Sibilante | Palatal | Velar | Glotal |
| ------------------- | -------- | ------ | ------ | --------- | ------- | ----- | ------ |
| Obstruyente         | sorda    | p      | t      | ts        | (tɕ)    | k     | ʔ      |
| Obstruyente         | aspirada | pʰ     | tʰ     | tsʰ       | (tɕʰ)   | kʰ    |        |
| Obstruyente         | sonora   | b      | d      | dz        | (dʑ)    | g     |        |
| Nasal               | sorda    | (m̥)    | (n̥)    |           |         | (ŋ̊)   |        |
| Nasal               | sonora   | m      | n      |           |         | ŋ     |        |
| Lateral o Fricativa | sorda    |        | (l̥)    | s         | (ɕ)     | x     |        |
| Lateral o Fricativa | sonora   |        | l      | z         | (ʑ)     | (ɣ)   |        |

Uno de los principales cambios entre el chino antiguo y el chino medio fue la palatalización de las oclusivas dentales iniciales y (en algunos entornos) oclusivas velares, fusionándose para formar una nueva serie de iniciales palatales. Varias variedades lingüísticas Han orientales muestran una o ambas palatalizaciones.
Sin embargo, el proto-min, que se ramificó durante el período Han, ha palatalizado velares pero no las dentales. Las oclusivas retroflejas y sibilantes del chino medio no se distinguen de las oclusivas simples y sibilantes en los datos Han orientales.
Existe cierta incertidumbre sobre si las iniciales del chino medio g-, ɣ- y j- pueden derivarse de una sola inicial china antigua *g-, o si una inicial fricativa adicional *ɣ- o *ɦ- debe ser reconstruida. La mayoría de dialectos Han orientales tienen una sola inicial *g- en tales palabras, pero algunos de ellos distinguen *g- y *ɣ-.
Algunos dialectos Han orientales muestran evidencia de las sonorantes sordas iniciales postuladas para el chino antiguo, aunque ya habían desaparecido en el período Han Oriental en la mayoría de regiones.
Las iniciales laterales y nasales sordas del chino antiguo produjeron una inicial *th en los dialectos orientales y *x en los occidentales.
En el chino han oriental, el lateral sonoro chino antiguo también había evolucionado a *d o *j, dependiendo del tipo de sílaba. El vacío fue llenado por el chino antiguo *r, que produjo el Han oriental *l y el chino medio l. En algunos dialectos del chino han oriental, esta consonante inicial puede haber sido una consonante rótica.
Aproximantes mediales
La mayoría de las reconstrucciones modernas del chino antiguo distinguen en posición inicial una las series labiovelar y labiolaríngea de las series velar y laringal.
Sin embargo, las dos series no están separadas en las glosas del chino han oriental, lo que sugiere que en esta lengua existía una aproximante medial *-w- como sucede en chino medio. Además, esta medial también aparece tras otras iniciales, incluidas las de sílabas con *-u- y *-o- en antiguo chino y  antes de las codas agudas (*-n, *-t y *-j), que se habían roto a *-wə- y *-wa- respectivamente.
La mayoría de las reconstrucciones del chino antiguo incluyen un *-r- medial para tener en cuenta las iniciales retroflejas del chino medio, las finales de la división-II y algunas finales de chongniu, y esto parece haber sido todavía un fonema distintitvo en el período Han Oriental.
Desde el trabajo pionero de Bernhard Karlgren, ha sido común remontar la medial palatal de las sílabas de la división III-del chino medio a una medial *-j- del chino antiguo, pero esto ha sido cuestionado por varios autores, en parte porque las transcripciones budistas Han orientales usan tales sílabas para palabras extranjeras que carecen de cualquier elemento palatal. Sin embargo, Coblin señala que esta práctica continuó en el período Tang, para el cual generalmente se acepta un medial -j-.
Los estudiosos están de acuerdo en que la diferencia refleja una distinción fonológica real, pero ha habido una serie de propuestas para su realización en períodos tempranos. La distinción se describe de diversas maneras en los comentarios Han orientales:
- He Xiu (何休, mediados del siglo II) describe las sílabas que dieron lugar al chino medio -j- como 'fuera y poco profundo' (wài ér qiǎn  外 而 淺), mientras que otros se dice que son 'dentro y profundo' (nèi ér shēn  內 而 深).[47]

- Gao You (principios del siglo III) describe el primero como 'aliento urgente' (jíqì  急 氣) y este último como 'respiración floja' (huǎnqì  緩 氣).[48] Pan Wuyun y Zhengzhang Shangfang interpretaron esto como una distinción corta/larga, pero una lectura más literal sugiere un contraste tiempo/laxa.[49]

Vocales
Las reconstrucciones más recientes del chino antiguo identifican seis vocales, *i, *ə, *u, *e, *a y *o.
La práctica de rima Han oriental indica que algunos de los cambios encontrados en chino medio ya habían ocurrido:
- Las vocales *i y *ə se habían fusionado antes de *-n, *-t y *-j.[51]
- Las finales *-ra y *-raj se habían fusionado (chino medio -æ).[52]
- Las siguientes divisiones y fusiones de finales habían ocurrido:[52]

| Chino antiguo | Chino medio |
| ------------- | ----------- |
| *-ja          | -jo         |
| *-ja          | -jæ         |
| *-jaj         |             |
| -je           |             |
| *-je          |             |

El chino medio la terminación -jæ aparece solo después de las iniciales sibilantes y palatales simples, sin factor condicionante conocido.
Codas silábicas
Las codas del chino medio -p, -t, -k, -m y -ng se remontan, de nuevo, al chino han oriental.
La coda china media -n también parece reflejar *-n en la mayoría de los casos, pero en algunos casos refleja codas vocales en algunas variedades Han orientales.
 Baxter y  Sagart argumentan que estas palabras tendrían una coda *-r en chino antiguo, que se convirtió en *-j en Shandong y áreas adyacentes, y *-n en otros lugares.
Las sílabas del chino medio con codas vocálicas o nasales se dividieron en tres categorías tonal, tradicionalmente conocidas como tonos sostenidos, ascendentes y salientes, con sílabas que tienen oclusivas en las codas asignadas a una cuarta categoría de tono entrante".
André-Georges Haudricourt sugirió que el tono de salida del chino medio derivaba de un chino antiguo final *-s, que luego se debilitaba a *-h.
Varias transcripciones budistas indican que *-s todavía estaba presente en el período Han oriental en palabras derivadas del chino antiguo *-ts.
Otras sílabas tonales que se alejan pueden haberse convertido en *-h en el período Han oriental, como lo sugiere una ligera preferencia por usarlas para transcribir vocales largas índicas.
Basado en el análisis de Haudricourt de los tonos vietnamitas, Edwin Pulleyblank sugirió que el tono ascendente del chino medio derivaba del chino antiguo *-ʔ.
Las sílabas en esta categoría se evitaron al transcribir vocales largas en el período Han oriental, lo que sugiere que eran más cortas, posiblemente reflejando esta parada glotal final.

### Gramática
En comparación con los textos de los Reinos Combatientes, los textos coloquiales del período Han Orientales muestran un aumento masivo en las palabras compuestas en clases de palabras. También hacen un uso mucho menor de palabras funcionales en favor de las perífrasis.
Las palabras monosilábicas del período clásico fueron reemplazadas en gran medida por compuestos disilábicos con roles sintácticos claramente definidos:
- verbos, como bēi'āi 悲哀 'llorar', huānxǐ 歡喜 'regocíjate', shūhǎo 姝好 'ser bello' o fādòng 發動 'activar';
- sustantivos, como shězhái 舍宅 'casa', zhīshì 知識 'conocido', chùsuǒ 處所 'lugar', xíngtǐ 形體 'cuerpo' y rénmín 人民 'gente, pueblo';
- adverbios, como dōulú 都盧 'todo', shēn zì 身自 'personalmente', 'juntos' y ěrnǎi 爾乃 'entonces'.

El chino antiguo tenía una variedad de pronombres personales, incluidas las distinciones de casos. En chino han oriental, estos fueron reducidos a la primera persona wǒ 我 y a la segunda persona rǔ 汝. Del mismo modo, los demostrativos se redujeron casi exclusivamente a shì 是 'este', ěr 爾 'tal' y bǐ 彼 'eso'. Ambos tipos de pronombres se usaban a menudo con sufijos plurales -děng 等, -bèi 輩 y cáo 曹.
También mayoría de los interrogativos del chino antiguo fueron reemplazados por formas perifrásticas.
La palabra shì 是 también llegó a ser utilizada como verbo copular en oraciones de la forma A 是 B (como en chino moderno), reemplazando el patrón clásico típico A B 也 (yě).
La cópula negativa fēi 非 se conservó de la lengua clásica; a diferencia de cualquier otro verbo, shì 是 no fue negado con bù 不.
En los textos clásicos, la partícula qǐ 豈 marcaba una pregunta retórica, para la cual se esperaba una respuesta negativa, pero en el Han oriental era un marcador de interrogación general.
Al mismo tiempo, un nuevo marcador de interrogación níng 寧 apareció.